# Brainrot
In de internetcultuur verwijst brainrot (soms ook brain rot) naar internetcontent die als van lage kwaliteit of waarde wordt beschouwd, of naar de vermeende negatieve psychologische en cognitieve effecten die erdoor worden veroorzaakt. De term verwijst ook breder naar de schadelijke effecten die in het algemeen worden geassocieerd met overmatig gebruik van digitale media, met name entertainment in korte vorm en doomscrolling, die de geestelijke gezondheid kunnen aantasten. De term is ontstaan binnen de onlineculturen van Generatie Z en Generatie Alfa en is sindsdien mainstream geworden.

## Oorsprong en gebruik
Volgens Oxford University Press is het eerste geregistreerde gebruik van de term terug te voeren tot het boek Walden uit 1854 van Henry David Thoreau. Thoreau bekritiseerde wat hij zag als een achteruitgang van de intellectuele normen, waarbij complexe ideeën minder hoog werden aangeslagen, en vergeleek dit met de aardappelziekte in Europa in de jaren 1840.
In 2007 werd de term "brain rot" door Twitter-gebruikers gebruikt om datinggameshows, videogames en "online rondhangen" te beschrijven. Het gebruik van de term nam online toe in de jaren 2010, voordat de populariteit in 2020 op Discord snel toenam, toen het een internetmeme werd. Vanaf 2024 werd het het meest gebruikt in de context van de digitale gewoonten van Generatie Alfa, door critici die uitten dat de generatie "buitensporig ondergedompeld is in de onlinecultuur". Het wordt vaak geassocieerd met de woordenschat van een individu die uitsluitend bestaat uit internetreferenties. Van 2023 tot 2024 meldde Oxford een toename van het gebruik van de term met 230% in frequentie per miljoen woorden. Linguïst Brent Henderson voorspelde dat de term zal blijven bestaan, daarbij verwijzend naar de memorabiliteit en relevantie ervan.
De term wordt vaak gekoppeld aan jargon en trends die populair zijn onder gebruikers van sociale media van Generatie Alpha en Generatie Z, zoals "skibidi" (een verwijzing naar de YouTube Shorts-serie Skibidi Toilet), "rizz" (charme/charisma), "gyatt" (verwijzend naar de billen), "fanum tax" (het stelen van voedsel), "sigma" (verwijzend naar een leider of alfaman), en "delulu" (afkorting van de Engelse term delusional).

## Impact

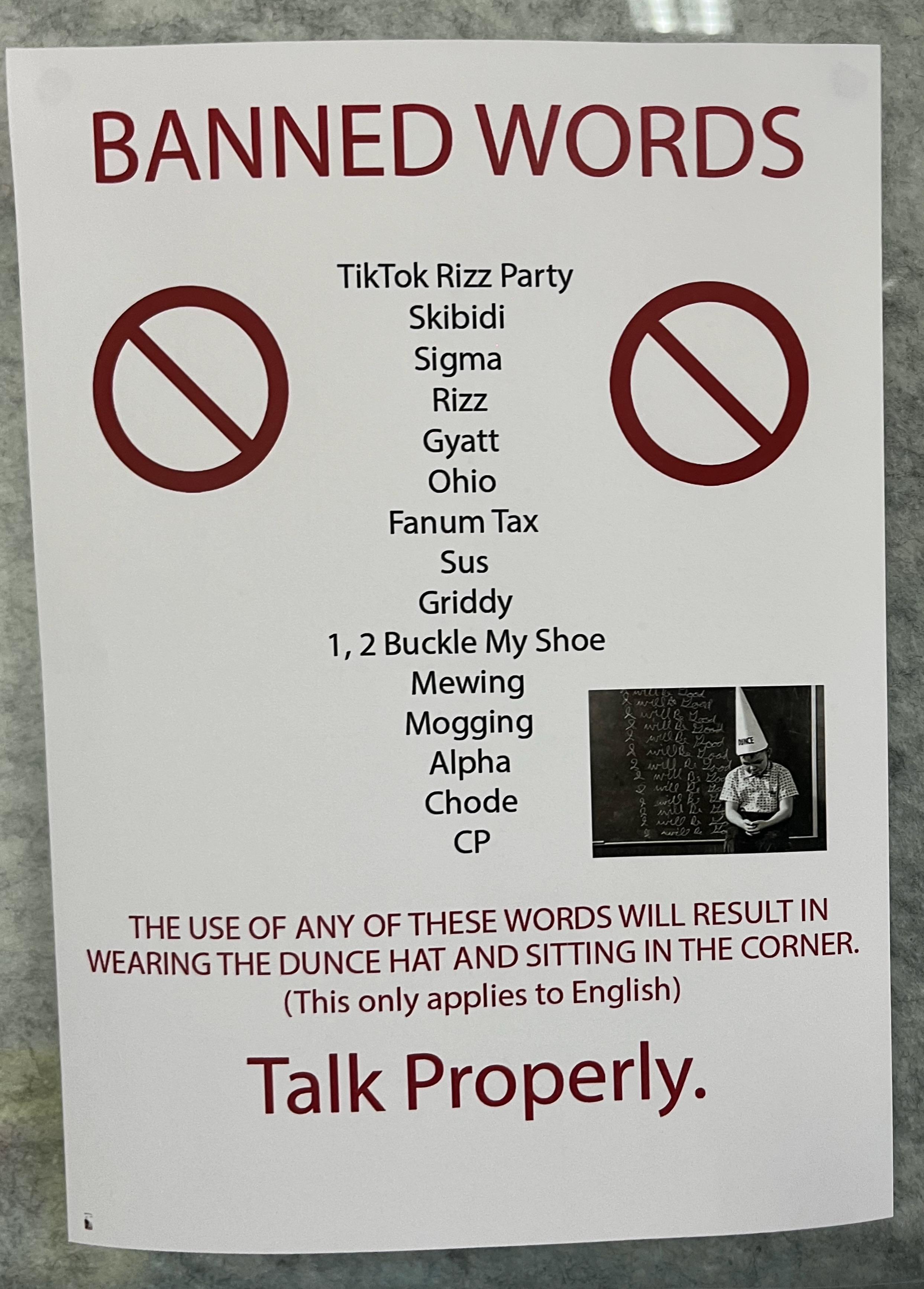
Een school in Australië verbiedt leerlingen het gebruik van brainrot.

De term werd in 2024 uitgeroepen tot Oxford Word of the Year, waarmee andere woorden zoals demure en romantasy werden verslagen. De moderne betekenis ervan wordt door Oxford University Press gedefinieerd als "de vermeende verslechtering van de mentale of intellectuele toestand van een persoon, vooral gezien als het resultaat van overconsumptie van materiaal (nu met name online content) dat als triviaal of weinig uitdagend wordt beschouwd". In Nederland en België waren Skibidi en Sigma kanshebber om kinderwoord van het jaar 2024 te worden. 
In hetzelfde jaar haalde de Australische senator Fatima Payman, van de millennialgeneratie, de krantenkoppen door een korte toespraak tot het Australische parlement te houden met behulp van slang van Generatie Alfa. Ze introduceerde de toespraak als een toespraak tot "een vaak vergeten deel van onze samenleving", verwijzend naar Generaties Z en Alfa, en zei dat ze "de rest van mijn verklaring zou formuleren in een taal die ze kennen". Met behulp van slangtermen bekritiseerde Payman de plannen van de regering om een verbod in te stellen voor jongeren onder de 14 jaar op sociale media en sloot af met de woorden: "Hoewel sommigen van jullie nog niet kunnen stemmen, hoop ik dat, wanneer jullie dat wel doen, het in een meer goated Australië zal zijn voor een regering met meer aura. Skibidi!" De toespraak, geschreven door een 21-jarige medewerker, werd door sommigen bestempeld als een voorbeeld van "brainrot" buiten de online wereld.
In het Jubileumjaar 2025 van de Wereld van Communicatie werd de term ook gebruikt door paus Franciscus, het hoofd van de katholieke kerk, toen hij er bij mensen op aandrong hun gebruik van sociale media te verminderen en "putrefazione cerebrale" te vermijden.